# Pseudoserpusia
Pseudoserpusia är ett släkte av insekter. Pseudoserpusia ingår i familjen gräshoppor.
Kladogram enligt Catalogue of Life:
| Pseudoserpusia | \| \| Pseudoserpusia flavocoerulipes \| \| \| \| \| \| Pseudoserpusia polychroma \| \| \| \| |
|                | \| \| Pseudoserpusia flavocoerulipes \| \| \| \| \| \| Pseudoserpusia polychroma \| \| \| \| |
|                | Pseudoserpusia flavocoerulipes                                                               |
|                |                                                                                              |
|                | Pseudoserpusia polychroma                                                                    |
|                |                                                                                              |